# Bourgeauville
Bourgeauville est une commune française, située dans le département du Calvados en région Normandie, peuplée de 101 habitants.

## Géographie
| Saint-Pierre-Azif | Glanville     | Glanville                 |
| Branville         | Bourgeauville | Glanville                 |
| Annebault         | Annebault     | Beaumont-en-Auge, Valsemé |

### Hydrographie
La commune est située dans le bassin Seine-Normandie. Elle est drainée par le ruisseau de Saint-Clair, le fossé 02 de la commune de Bourgeauville, le cours d'eau 01 de la commune de Glanville et le fossé 02 de la commune de Glanville,,.

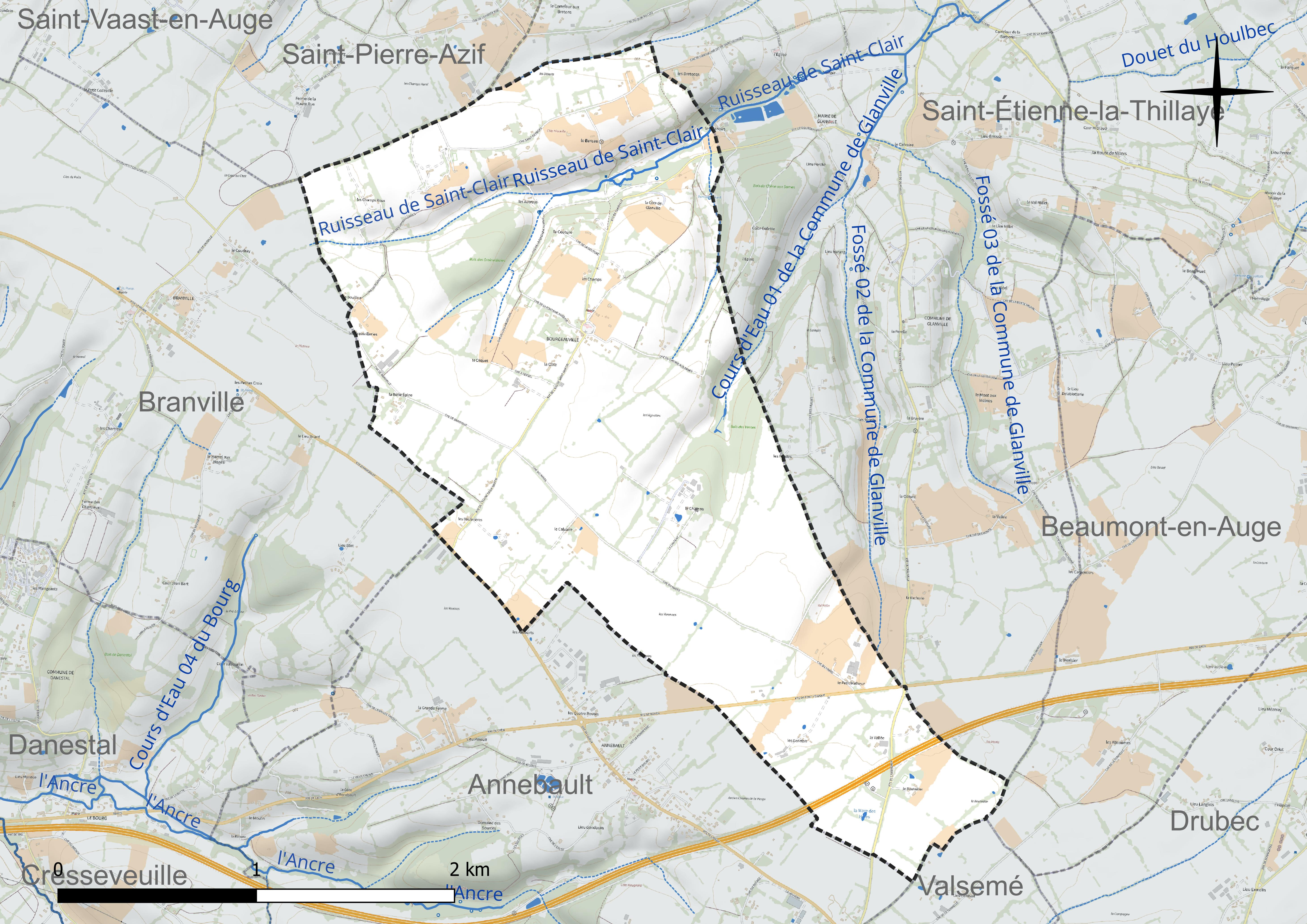
Réseau hydrographique de Bourgeauville.

### Climat
Pour des articles plus généraux, voir Climat de la Normandie et Climat du Calvados.
En 2010, le climat de la commune est de type climat océanique franc, selon une étude du CNRS s'appuyant sur une série de données couvrant la période 1971-2000. En 2020, Météo-France publie une typologie des climats de la France métropolitaine dans laquelle la commune est exposée à un climat océanique et est dans la région climatique  Côtes de la Manche orientale, caractérisée par un faible ensoleillement (1 550 h/an) ; forte humidité de l'air (plus de 20 h/jour avec humidité relative > 80 % en hiver), vents forts fréquents. Parallèlement le GIEC normand, un groupe régional d'experts sur le climat, différencie quant à lui, dans une étude de 2020, trois grands types de climats pour la région Normandie, nuancés à une échelle plus fine par les facteurs géographiques locaux. La commune est, selon ce zonage, exposée à un « climat contrasté des collines », correspondant au Pays d'Auge, Lieuvin et Roumois, moins directement soumis aux flux océaniques et connaissant toutefois des précipitations assez marquées en raison des reliefs collinaires qui favorisent leur formation.
Pour la période 1971-2000, la température annuelle moyenne est de 10,3 °C, avec  une amplitude thermique annuelle de 12,6 °C. Le cumul annuel moyen de précipitations est de 869 mm, avec 12,5 jours de précipitations en janvier et 8,4 jours en juillet. Pour la période 1991-2020, la température moyenne annuelle observée sur la station météorologique la plus proche, située sur la commune de Deauville à 10 km à vol d'oiseau, est de 0,0 °C et le cumul annuel moyen de précipitations est de 0,0 mm. Pour l'avenir, les paramètres climatiques de la commune estimés pour 2050 selon différents scénarios d'émission de gaz à effet de serre sont consultables sur un site dédié publié par Météo-France en novembre 2022.

## Urbanisme

### Typologie
Au 1er janvier 2024, Bourgeauville est catégorisée commune rurale à habitat très dispersé, selon la nouvelle grille communale de densité à 7 niveaux définie par l'Insee en 2022.
Elle est située hors unité urbaine. Par ailleurs la commune fait partie de l'aire d'attraction de Trouville-sur-Mer, dont elle est une commune de la couronne,. Cette aire, qui regroupe 35 communes, est catégorisée dans les aires de moins de 50 000 habitants,.

### Occupation des sols
L'occupation des sols de la commune, telle qu'elle ressort de la base de données européenne d'occupation biophysique des sols Corine Land Cover (CLC), est marquée par l'importance des territoires agricoles (100 % en 2018), une proportion identique à celle de 1990 (100 %). La répartition détaillée en 2018 est la suivante : 
prairies (71,1 %), terres arables (20,6 %), zones agricoles hétérogènes (8,3 %). L'évolution de l'occupation des sols de la commune et de ses infrastructures peut être observée sur les différentes représentations cartographiques du territoire : la carte de Cassini (XVIIIe siècle), la carte d'état-major (1820-1866) et les cartes ou photos aériennes de l'IGN pour la période actuelle (1950 à aujourd'hui).

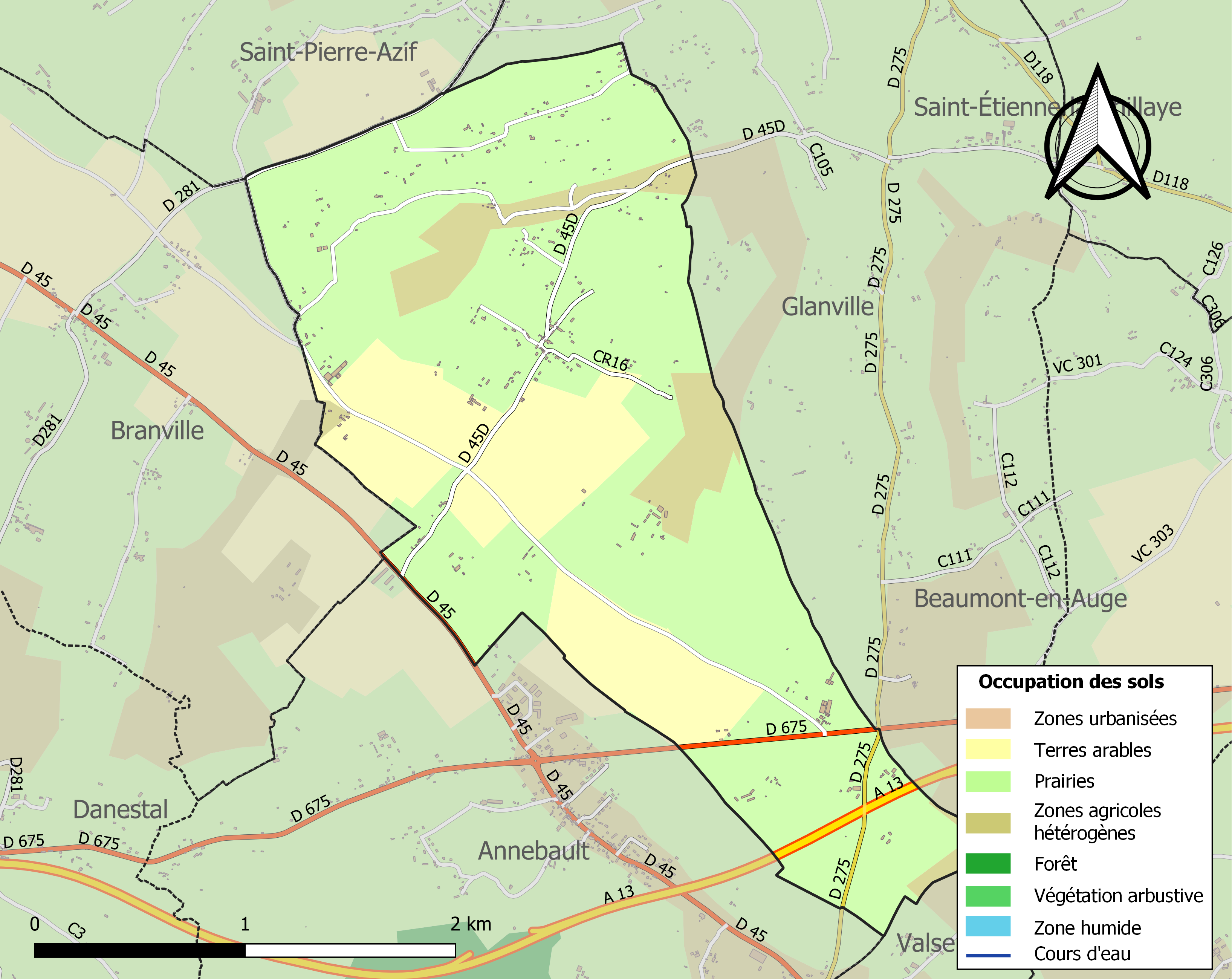
Carte des infrastructures et de l'occupation des sols de la commune en 2018 (CLC).

## Toponymie
Le nom de la localité est attesté sous les formes Burgeelvilla en 1155-1157 et Borguealvilla/Borgelvilla en 1198. Il serait issu de l'anthroponyme germanique Burgoaldus et de l'ancien français ville dans son sens originel de « domaine rural »,.
Le domaine de Burgoaldus.
Le gentilé est Bourgeauvillais.

## Histoire
Des combats eurent lieu lors de la Seconde Guerre mondiale. Des soldats américains et britanniques y sont morts.

## Politique et administration
| Période                                  | Période  | Identité           | Étiquette | Qualité    |
| ---------------------------------------- | -------- | ------------------ | --------- | ---------- |
|                                          | 1996     | M. Avenel          |           |            |
| 1996                                     | En cours | Olivier Saintville | SE        | Architecte |
| Les données manquantes sont à compléter. |          |                    |           |            |

Le conseil municipal est composé de onze membres dont le maire et deux adjoints<.

## Démographie
L'évolution du nombre d'habitants est connue à travers les recensements de la population effectués dans la commune depuis 1793. Pour les communes de moins de 10 000 habitants, une enquête de recensement portant sur toute la population est réalisée tous les cinq ans, les populations de référence des années intermédiaires étant quant à elles estimées par interpolation ou extrapolation. Pour la commune, le premier recensement exhaustif entrant dans le cadre du nouveau dispositif a été réalisé en 2008.
En 2022, la commune comptait 101 habitants, en évolution de −6,48 % par rapport à 2016 (Calvados : +1,58 %, France hors Mayotte : +2,11 %).
Au premier recensement républicain, en 1793, Bourgeauville comptait 415 habitants, population jamais atteinte depuis.
| 1793 | 1800 | 1806 | 1821 | 1831 | 1836 | 1841 | 1846 | 1851 |
| ---- | ---- | ---- | ---- | ---- | ---- | ---- | ---- | ---- |
| 415  | 398  | 403  | 357  | 362  | 340  | 341  | 323  | 315  |

| 1856 | 1861 | 1866 | 1872 | 1876 | 1881 | 1886 | 1891 | 1896 |
| ---- | ---- | ---- | ---- | ---- | ---- | ---- | ---- | ---- |
| 279  | 267  | 284  | 260  | 251  | 246  | 254  | 240  | 214  |

| 1901 | 1906 | 1911 | 1921 | 1926 | 1931 | 1936 | 1946 | 1954 |
| ---- | ---- | ---- | ---- | ---- | ---- | ---- | ---- | ---- |
| 224  | 205  | 236  | 203  | 191  | 167  | 195  | 182  | 178  |

| 1962 | 1968 | 1975 | 1982 | 1990 | 1999 | 2006 | 2008 | 2013 |
| ---- | ---- | ---- | ---- | ---- | ---- | ---- | ---- | ---- |
| 135  | 147  | 113  | 123  | 144  | 150  | 142  | 139  | 111  |

| 2018 | 2022 | - | - | - | - | - | - | - |
| ---- | ---- | - | - | - | - | - | - | - |
| 105  | 101  | - | - | - | - | - | - | - |

## Culture locale et patrimoine

### Lieux et monuments
- L'église Saint-Martin, dont la nef daterait du XIIe siècle, fait l'objet d'une inscription au titre des monuments historiques depuis le 27 juin 1984[28].
- Le lavoir des Aubrays et la fontaine Saint-Clair.
- Le monument aux morts, situé à l'intersection de la route de Glanville (RD 45D) et du chemin du moulin, devant la mairie. Il est surmonté de la statue du Poilu au repos, réalisée par Étienne Camus.

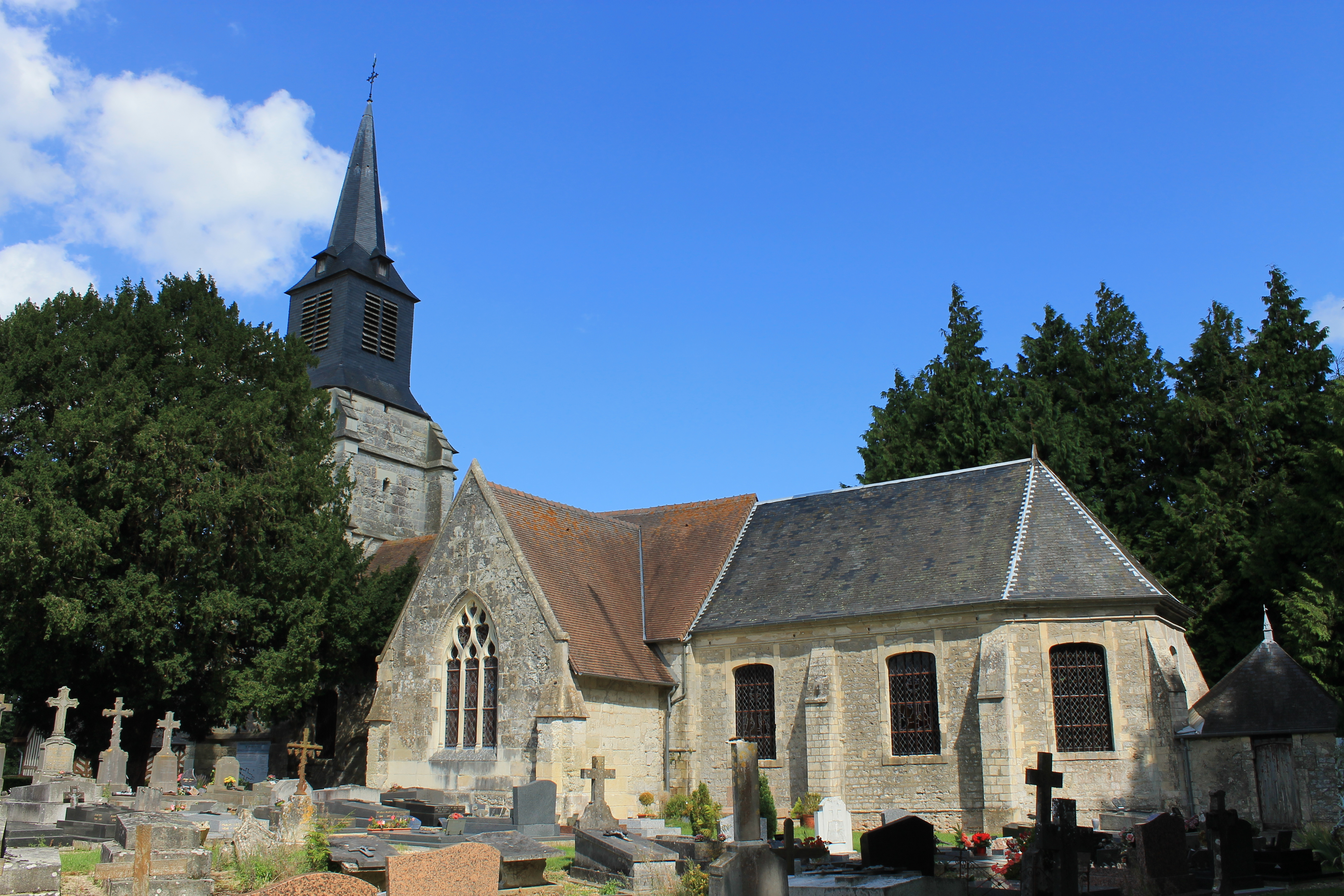
L'église Saint-Martin. Côté Sud.
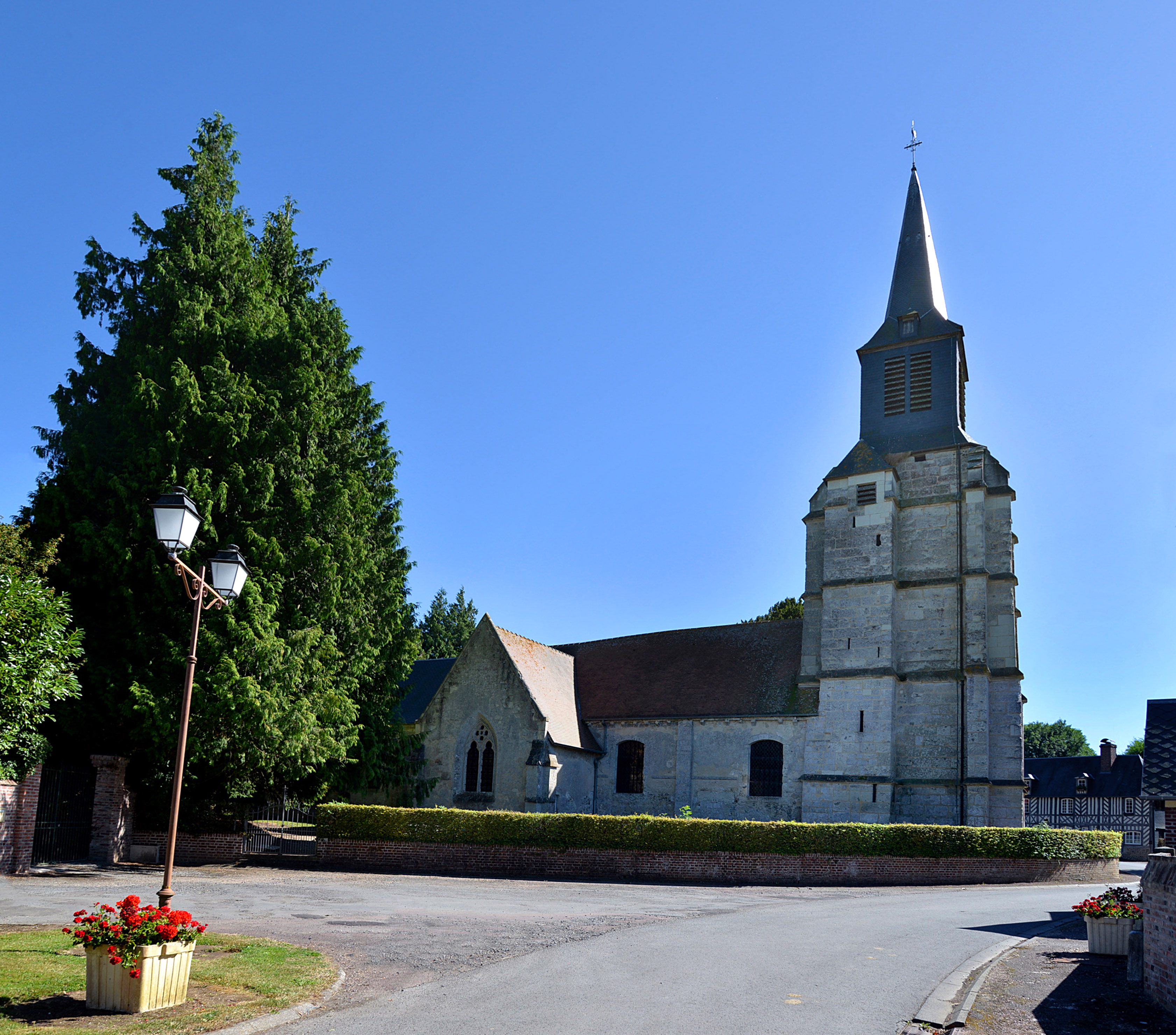
L'église Saint-Martin. Côté Nord.
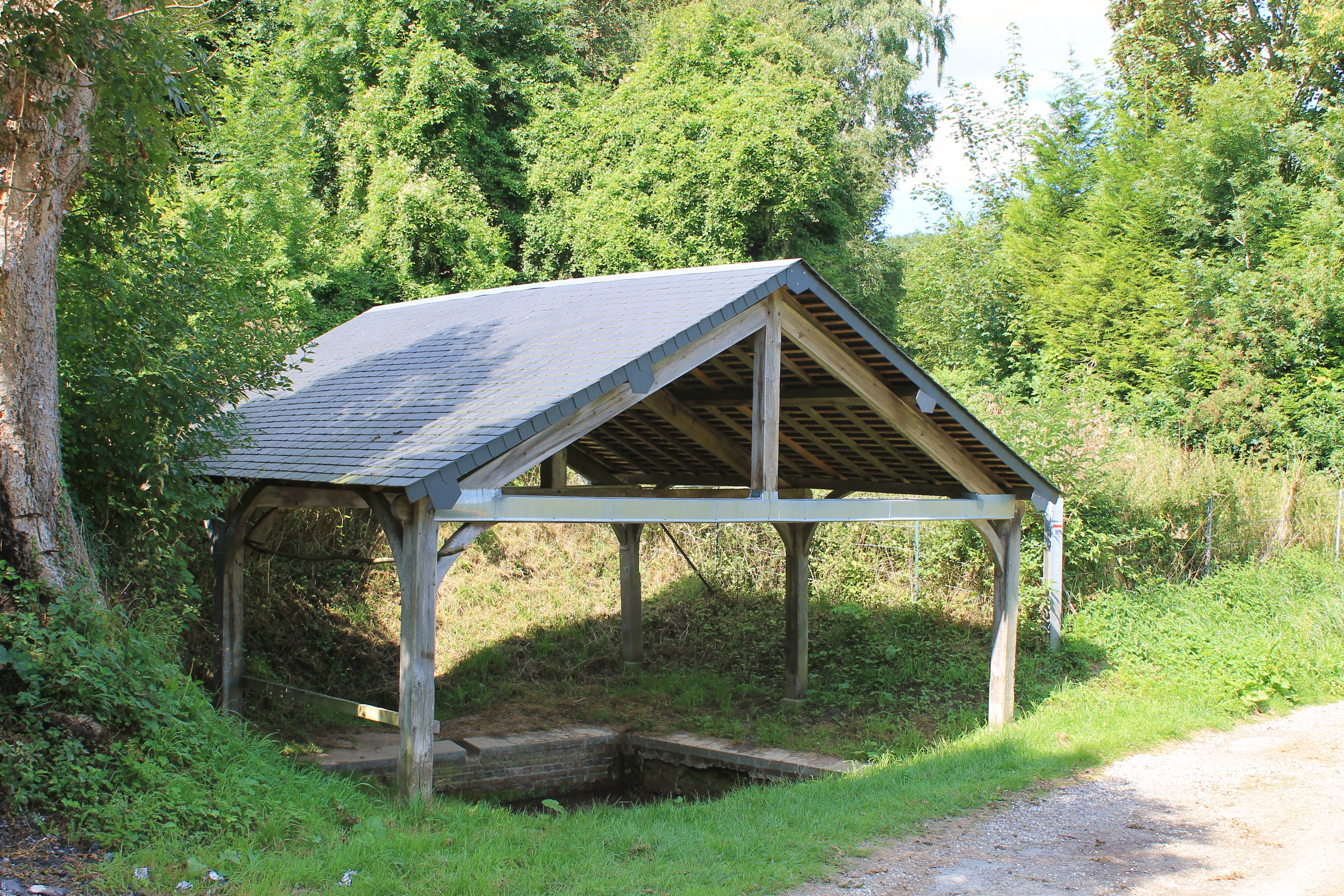
Le lavoir et la fontaine Saint-Clair.

### Héraldique
| Blason de Bourgeauville | Blason  | D'azur à la fasce d'argent accompagnée de quatre aiglettes du même. |
| Blason de Bourgeauville | Détails | Le statut officiel du blason reste à déterminer.                    |